# 586

## Събития
- Аварите разрушават град Абритус